# Helgio Trindade
Helgio Henrique Casses Trindade (Encruzilhada do Sul, 14 de junho de 1939) é um cientista político brasileiro, ex-reitor da UFRGS, foi presidente da Comissão para Instalação da Universidade Federal da Integração Latino-Americana, UNILA, e ex-reitor pró-tempore da mesma universidade, cargo que ocupou até 24 de julho de 2013.
Destacou-se com um trabalho sobre o integralismo que é referência para os pesquisadores desse movimento político no Brasil.

## Obras
- Integralismo: o fascismo brasileiro da década de 30, São Paulo: Difel, 1974. 142 p.